# 三和村 (新潟県南魚沼郡)
三和村（みつわむら）は、かつて新潟県南魚沼郡にあった村。

## 沿革
- 1889年（明治22年）4月1日 - 町村制施行に伴い南魚沼郡雲洞村、東泉田村、大月村が合併し、三和村が発足。
- 1906年（明治39年）4月1日 - 村域を二分割し、次のとおり近隣自治体と合併して消滅。
  - 大字雲桐 → 南魚沼郡南旭村、長崎村、旭村と合併して上田村を設置
  - 大字東泉田・大月 → 南魚沼郡六日町、小栗山村、君帰村、欠ノ上村、余川村、川窪村、美佐島村、八幡村、大富村（一部）と合併して六日町を新設